# LEN Super Cup
De LEN Super Cup is een Europese waterpolowedstrijd, georganiseerd door de Ligue Européenne de Natation. De cup wordt gespeeld tussen de winnaars van de LEN Euroleague en de LEN Cup. Sinds 1975 spelen de heren deze wedstrijd; de dames spelen pas sinds 2006 deze wedstrijd. De plaats van de wedstrijd verandert. De laatste jaren fungeert een van de deelnemende club als gastheer.

## Winnaars LEN Super Cup Heren
| Jaar | Plaats                                      | Wedstrijd                                                | Uitslag    | Winnaar            |
| ---- | ------------------------------------------- | -------------------------------------------------------- | ---------- | ------------------ |
| 1975 | Ljubljana (Joegoslavië)                     | Mladost Zagabria - Partizan Belgrado                     | 11-10      | HAVK Mladost       |
| 1976 | Ljubljana (Joegoslavië)                     | CSK VMF Mosca - MGU Mosca                                | 6-4        | CSK VMF Mosca      |
| 1977 | Ljubljana (Joegoslavië)                     | Ferencvárosi TC - Canottieri Napoli                      | 6-4        | Ferencvárosi TC    |
| 1978 | Ljubljana (Joegoslavië)                     | OSC Budapest - KPK Korcula                               | 5-3        | OSC Budapest       |
| 1979 | Ljubljana (Joegoslavië)                     | Ferencvárosi TC - Vasas                                  | 7-6        | Ferencvárosi TC    |
| 1980 | Ljubljana (Joegoslavië)                     | CSK VMF Mosca - JUG Dubrovnik                            | 14-11      | CSK VMF Mosca      |
| 1981 | Skopje (Joegoslavië)                        | CN Barcelona - POŠK Spalato                              | 12-11      | CN Barcelona       |
| 1982 | Barcelona (Spanje)                          | CSK VMF Mosca - Spandau 04 Berlino                       | 11-6       | CSK VMF Mosca      |
| 1983 | Barcelona (Spanje)                          | POŠK Spalato - Pro Recco                                 | 12-11      | POŠK Spalato       |
| 1984 | Barcelona (Spanje)                          | Dinamo Mosca - Vasas                                     | 5-9        | Vasas              |
| 1985 | Zürich (Zwitserland)                        | Spandau 04 Berlino - Vasas                               | 13-12      | Spandau 04 Berlino |
| 1986 | Zürich (Zwitserland)                        | Spandau 04 Berlino - Mornar Spalato                      | 10-8       | Spandau 04 Berlino |
| 1987 | Zürich (Zwitserland)                        | Pescara - Posillipo                                      | 9-8        | Pescara            |
| 1988 | Niet georganiseerd                          |                                                          |            |                    |
| 1989 | Pescara (Italië) Zagreb (Joegoslavië)       | Pescara - Mladost Zagabria - Pescara                     | 11-12 11-7 | Mladost Zagabria   |
| 1990 | Belgrado (Joegoslavië) Zagreb (Joegoslavië) | Partizan Belgrado - Mladost Zagabria - Partizan Belgrado | 8-7 10-11  | Partizan Belgrado  |
| 1991 | Barcelona (Spanje) Split (Kroatië)          | CN Catalunya - Jadran Spalato - CN Catalunya             | 15-9 12-8  | CN Catalunya       |
| 1992 | Split (Kroatië) Pescara (Italië)            | Jadran Spalato - Pescara - Jadran Spalato                | 12-12 7-5  | Pescara            |
| 1993 | Boedapest (Hongarije) Pescara (Italië)      | Újpesti TE - Pescara - Újpesti TE                        | 9-5 15-12  | Újpesti TE         |
| 1994 | Boedapest (Hongarije) Barcelona (Spanje)    | Vasas - CN Catalunya - Vasas                             | 8-6 12-9   | CN Catalunya       |
| 1995 | Rome (Italië) Zagreb (Kroatië)              | Roma Racing - Mladost Zagabria - Roma Racing             | 7-7 9-7    | Mladost Zagabria   |
| 1996 | Niet georganiseerd                          |                                                          |            |                    |
| 1997 | Niet georganiseerd                          |                                                          |            |                    |
| 1998 | Niet georganiseerd                          |                                                          |            |                    |
| 1999 | Niet georganiseerd                          |                                                          |            |                    |
| 2000 | Niet georganiseerd                          |                                                          |            |                    |
| 2001 | Niet georganiseerd                          |                                                          |            |                    |
| 2002 | Boedapest (Hongarije)                       | Olympiakos - Vasas                                       | 6-5        | Olympiakos         |
| 2003 | Brescia (Italië)                            | Pro Recco - Brescia                                      | 6-5        | Pro Recco          |
| 2004 | Boedapest (Hongarije)                       | Honvéd Budapest - CN Barcelona                           | 10-9       | Honvéd Budapest    |
| 2005 | Vicenza (Italië)                            | Posillipo - Savona                                       | 11-9       | Posillipo          |
| 2006 | Brescia (Italië)                            | JUG Dubrovnik - Brescia                                  | 12-8       | JUG Dubrovnik      |
| 2007 | Kazan (Rusland)                             | Sintez Kazan - Pro Recco                                 | 9-11       | Pro Recco          |
| 2008 | Sori (Italië)                               | Pro Recco - Shturm Chehov                                | 13-8       | Pro Recco          |
| 2009 | Kotor (Montenegro)                          | Primorac Kotor - Szeged Beton                            | 8-6        | Primorac Kotor     |
| 2010 | Trieste (Italië)                            | Pro Recco - VA Kotor                                     | 13-4       | Pro Recco          |
| 2011 | Savona (Italië)                             | Partizan Belgrado - Savona                               | 11-6       | Partizan Belgrado  |

## Winnaars LEN Super Cup Dames
| Jaar | Plaats                | Wedstrijd                                     | Uitslag | Winnaar                   |
| ---- | --------------------- | --------------------------------------------- | ------- | ------------------------- |
| 2006 | Boedapest (Hongarije) | Domino Budapest Honvéd SE - Orizzonte Catania | 9-8     | Domino Budapest Honvéd SE |
| 2007 | Florence (Italië)     | Fiorentina Waterpolo - Roma Pallanuoto        | 10-8    | Fiorentina Waterpolo      |
| 2008 | Catania (Italië)      | Orizzonte Catania - Roma Pallanuoto           | 16-8    | Orizzonte Catania         |
| 2009 | Athene (Griekenland)  | Vouliagmeni NC - Shturm Chehov                | 11-6    | Vouliagmeni NC            |
| 2010 | Brescia (Italië)      | Vouliagmeni NC - Ethnikos Piraeus Waterpolo   | 13-5    | Vouliagmeni NC            |